# Alioranus distinctus
Alioranus distinctus là một loài nhện trong họ Linyphiidae.
Loài này thuộc chi Alioranus. Alioranus distinctus được Lodovico di Caporiacco miêu tả năm 1935.